# 心室辅助装置
心室辅助装置又稱心臟泵，是一种能讓血液从下心腔前往到身体其他部位的电动机械装置。 心室辅助装置可用于急性（突然发作）或慢性（长期）心力衰竭患者，因為這些患者的心臟功能受限。 心室辅助装置按其所在位置的不同，又可分为左心室辅助装置、右心室辅助装置以及双心室辅助装置。